# Kalavera Eskrima
La Kalavera Eskrima es un estilo filipino de artes marciales, desarrollado por Daniel Lamac. Se centra tanto en las fintas como en la capacidad física, estimulando la capacidad de encajar golpes mediante la respiración y el fortalecimiento muscular.
Aunque el nombre eskrima, común a todos los estilos marciales filipinos, provenga del español "esgrima", la Kalavera Eskrima enseña tanto técnicas de mano vacía como de armas. Emplea desplazamientos tanto lineales como circulares, con arreglo a las características del adversario, y se destaca por buscar siempre el empuje para desequilibrar antes de la aplicación de llaves o proyecciones.
Las patadas procuran socavar el equilibrio, y recurre al boxeo suntukan para debilitar el sistema locomotor, atacando brazos y piernas.
- Datos: Q3192129